# International Humanistisk-Etisk Union
International Humanistisk-Etisk Union (officielt: International Humanist and Ethical Union (IHEU)) er en international organisation, der blev grundlagt i Amsterdam i 1952. Organisationen er paraplyorganisation for humanister, ateister, rationalister, sekulære, skeptikere, værdslige, fritænkere og lignende organisationer over hele verden.
IHEU's formål er at arbejde for en adskillelse af stat og religion (sekularisme), for en humanistisk holdning til verden, hvor menneskerettighederne respekteres. IHEU's mål er at opbygge og repræsentere den globale humanistiske bevægelse, der forsvarer menneskerettigheder og fremmer humanistiske værdier over hele verden. IHEU sponsorerer en humanistisk konference hver tredje år.
IHEU er en international NGO med særlig rådgivende status ved FN (New York, Genève, Wien), generel rådgivende status i UNICEF (New York) og Europarådet (Strasbourg), og samarbejder med UNESCO (Paris). IHEU har observatørstatus i Den Afrikanske Kommission om menneskerettigheder og folks rettigheder.
Organisationen har base i London, Storbritannien.